# La Grande marche des dinosaures
 (octobre 2021).
Si vous disposez d'ouvrages ou d'articles de référence ou si vous connaissez des sites web de qualité traitant du thème abordé ici, merci de compléter l'article en donnant les références utiles à sa vérifiabilité et en les liant à la section « Notes et références ».
Pour les articles homonymes, voir Dinosaure.
Pour plus de détails, voir Fiche technique et Distribution.
La Grande marche des dinosaures (titre original : March of the Dinosaurs) est un téléfilm numérique réalisé par Matthew Thompson, diffusé pour la première fois sur la chaine britannique ITV 1 le 23 avril 2011. Il est diffusé en France le 21 août 2011.
Produit par Mike Davis et Alexandra Revill pour Impossible Pictures, la compagnie ayant réalisé la série Sur la terre des… (Walking with...) avec entre autres Sur la terre des dinosaures, ce téléfilm décrit la migration hivernale d'un troupeau d'Edmontosaures il y a 70 millions d'années, avec pour personnage principal un jeune edmontosaurus nommé Scar (Oscar dans la version française).
Les récentes découvertes sur les dinosaures sont intégrées à cette docufiction qui décrit des tyrannosauridés possédant des plumes et chassant en groupe ainsi que des dinosaures migrant et se déplaçant dans la neige.
Le DVD mentionne que cela est inspiré de récentes découvertes de fossiles dans l'Arctique canadien, et que les conifères arctiques en images de synthèse sont réalisés avec le séquoia pour modèle.
Le téléfilm est nommé lors des 26e Prix Gemini dans les catégories Best Animated Program or Series et Best Direction in an Animated Program or Series.

## Synopsis
Le téléfilm raconte une migration automnale de 1 600 kilomètres (1 000 miles) à partir du nord-ouest du Canada où les dinosaures passent l'été (zone qui était alors située largement à l'intérieur du cercle arctique, de sorte que la nuit polaire et le jour polaire durent chacun quatre mois), dans le but de rejoindre leurs quartiers d'hiver dans le sud-est du territoire des actuels États-Unis, retraçant les aventures d'Oscar le jeune Edmontosaure affrontant les dangers de la migration, dont celle qui vit est la première, ainsi que les aventures du jeune Troodon Patches obligé de rester et de supporter l'hiver arctique aux côtés d'un Edmontonia. 
Les péripéties incluent un blizzard arctique, des prédateurs terrestres et aquatiques, la glace fine, la traversée d'étendues de cendres volcaniques, un lahar et une large rivière peuplée de prédateurs. La totalité du paysage et de la végétation sont créés en images de synthèse.

## Fiche technique
- Réalisation : Matthew Thompson
- Production : Mike Davis
- Assistant de production : Alexandra Revill
- Producteurs exécutifs : Jasper James (en), Pauline Duffy, Elliot Halpern
- Écrit par : Matthew Thompson Jasper James
- Musique : Mark Russell
- Montage : Matt Platts-Mills
- Entreprise de production : Wide-Eyed Entertainment
- Date de sortie : 27 mai 2011
- Durée : 85 minutes

## Animaux
- Edmontosaurus
- Pachyrhinosaurus
- Troodon
- Edmontonia (décrit sous le nom d'ankylosaure)
- Gorgosaurus
- Albertosaurus
- Quetzalcoatlus
- Prognathodon
- Alphadon